# ブルー・スカイ (チューリップの曲)
「ブルー・スカイ」は、1977年6月5日に発売されたチューリップの通算12枚目のシングル。

## 解説
同年のアルバム『WELCOME TO MY HOUSE』制作中、同アルバムに収録された「新しい夜だから」をシングル候補として作り込んでいたが、プロデューサーの新田和長から「シングルとしては弱い」とされたため、新たに制作した楽曲が「ブルー・スカイ」である。
財津がよく取り上げる、悲しみの象徴としての青空を題材とした代表作である。
ヒットを見込んだのか、テレビ・スポットが作成された。
間奏のギターフレーズがパティ・ペイジの「Lover Come Back to Me」のメロディと4小節同じである。財津は完成後に気付いたが、「ブルースカイ」という単語が潜在意識の中にあったのだろうとし、オマージュと捉えてもらえればいいと自身を納得させた。
2007年12月公開の映画「Little DJ〜小さな恋の物語」の挿入歌として使われた。
ジャケット裏面には、チューリップのアルバムによく記載される「I dedicate this record to ～」の文面がシングルながら記載されている（記載内容は「I dedicate this record to sexy - windows throughout the country.」である）。
「恋人への手紙」は、2004年の財津のソロアルバム「サボテンの花〜grown up〜」でセルフカバーされた。

## 収録曲
作詞・作曲：財津和夫 編曲：チューリップ
1. ブルー・スカイ
  - 弦編曲：乾裕樹
2. 恋人への手紙